# 1968-69 ABAシーズン
1968-69 ABAシーズン（英語: 1968–69 ABA season）は、アメリカン・バスケットボール・アソシエーション (ABA) の2シーズン目である。このシーズンで2チームが移転し、ミネソタ・マスキーズがマイアミ・フロリディアンズとなり、ピッツバーグ・パイパーズはミネソタ州に移転し、ミネソタ・パイパーズとなった。他に2つのチームが州内に移転した。アナハイム・アミーゴスはロサンゼルス・スターズとなり、ニュージャージー・アメリカンズはニューヨーク・ネッツとなった。
1967-68 ABAシーズン - 1968-69 ABAシーズン - 1969-70 ABAシーズン

## レギュラーシーズン

### イースタン・ディビジョン
| チーム                     | 勝 | 敗 | 勝率 | 差 |
| -------------------------- | -- | -- | ---- | -- |
| インディアナ・ペイサーズ   | 44 | 34 | .564 | -  |
| マイアミ・フロリディアンズ | 43 | 35 | .551 | 1  |
| ケンタッキー・カーネルズ   | 42 | 36 | .538 | 2  |
| ミネソタ・パイパーズ       | 36 | 42 | .462 | 8  |
| ニューヨーク・ネッツ       | 17 | 61 | .218 | 27 |

### ウェスタン・ディビジョン
| チーム                           | 勝 | 敗 | 勝率 | 差 |
| -------------------------------- | -- | -- | ---- | -- |
| オークランド・オークス C         | 60 | 18 | .769 | -  |
| ニューオーリンズ・バッカニアーズ | 46 | 32 | .590 | 14 |
| デンバー・ロケッツ               | 44 | 34 | .564 | 16 |
| ダラス・チャパラルズ             | 41 | 37 | .526 | 19 |
| ロサンゼルス・スターズ           | 33 | 45 | .423 | 27 |
| ヒューストン・マーベリックス     | 23 | 55 | .295 | 37 |

C – ABAチャンピオン

## 表彰
- ABA最優秀選手賞: メル・ダニエルズ, インディアナ・ペイサーズ
- 新人王: ウォーレン・ジャバリ, オークランド・オークス
- 最優秀コーチ賞: アレックス・ハナム, オークランド・オークス
- プレーオフMVP: ウォーレン・ジャバリ, オークランド・オークス
- オールスターゲームMVP: ジョン・ビーズリー, ダラス・チャパラルズ
- オールABAファーストチーム
  - コニー・ホーキンズ, ミネソタ・パイパーズ (2回目)
  - リック・バリー, オークランド・オークス
  - メル・ダニエルズ, インディアナ・ペイサーズ (2回目)
  - ジミー・ジョーンズ, ニューオーリンズ・バッカニアーズ
  - ラリー・ジョーンズ, デンバー・ロケッツ (2回目)
- オールABAセカンドチーム
  - ジョン・ビーズリー, ダラス・チャパラルズ (2回目)
  - ダグ・モー, オークランド・オークス (セカンドチーム選出は1回目, 計2回目)
  - レッド・ロビンス, ニューオーリンズ・バッカニアーズ
  - ドニー・フリーマン, マイアミ・フロリディアンズ
  - ルイー・ダンピアー, ケンタッキー・カーネルズ
- オールルーキーチーム
  - ロン・ブーン, ダラス・チャパラルズ
  - ウォーレン・ジャバリ, オークランド・オークス
  - ラリー・ミラー, ロサンゼルス・スターズ
  - ジーン・ムーア, ケンタッキー・カーネルズ
  - ウォルト・パイカウスキー, デンバー・ロケッツ